# Cryptocyclops bicolor
Cryptocyclops bicolor – gatunek widłonoga z rodziny Cyclopidae. Opis naukowy gatunku został po raz pierwszy opublikowany w 1863 roku przez norweskiego hydrobiologa Georga Ossiana Sarsa pod nazwą Cyclops bicolor.

## Morfologia
Stosunkowo mały oczlik o długości ciała ok. 0,5 mm (samce) lub 0,6–0,8 mm (samice). Szeroki i spłaszczony grzbieto-brzusznie głowotułów, owalny z przodu. Tylne końce 4 i 5 segmentu zaokrąglone, te ostatnie wyciągnięte ku tyłowi. 5 segment opatrzony po bokach szczecinkami. Segment genitalny wydłużony i zwężający się ku tyłowi. Znajdujący się na nim zbiornik nasienny jest szeroki, zwłaszcza w przedniej części.
Czułki pierwszej pary 11-członowe. Bardzo krótkie, przez co nie sięgają połowy głowotułowia. Ich 7 i 8 człony są wydłużone, a 11 nieco dłuższy niż 9 i 10. Odnóża pływne dwuczłonowe z liczbą kolców na kolejnych parach: 3, 4, 4 i 3. Odnóża czwartej pary nieco większe od pozostałych. Drugi człon endopoditu na odnóżach tej pary 2–2,5 raza dłuższy niż szeroki z kolcem wewnętrznym szczytowym krótszym od członu, a zewnętrznym szczytowym jeszcze krótszym – o długości sięgającej 0,2–0,3 długości kolca wewnętrznego. Na drugim członie egzopoditu dwa kolce boczne i jeden końcowy. Odnóża 5 pary jednoczłonowe o walcowatym wydłużonym członie zakończonym długą szczecinką i bardzo krótkim, nieraz niewidocznym, kolcem na wewnętrznym brzegu. Widełki furki są stosunkowo długie (mniej więcej 4–5 razy dłuższe od swej szerokości), ułożone względem siebie równolegle. Najdłuższa szczecinka furki (FS V) jest nieco dłuższa niż widełki furki i nieco dłuższa niż szczecinka FS IV. Te dwie pary szczecinek są stosunkowo grube i niezbyt długie. Krótka szczecinka FS II jest położona z boku widełek i sięga blisko ich końca. Szczecinka FS VI jest dwukrotnie dłuższa od FS III.
Worki jajowe przylegają do odwłoka. Owalne. Liczba jaj w worku stosunkowo mała – od 4 do 20.
Ciało dwubarwne – głowotułów bezbarwny, choć może wpadać w kolor niebieskawy, podczas gdy odwłok i czułki są złotawożółte.

### Gatunki podobne
Cryptocyclops bicolor jest stosunkowo podobny do Microcyclops varicans, który ma dwunastoczłonowe czułki. 

## Ekologia
Cryptocyclops bicolor jest gatunkiem kosmopolitycznym. Występuje wśród makrofitów lub w metafitonie, zwykle w małych zbiornikach wodnych, w tym astatycznych, ale spotykany również w litoralu jezior i wodach wolno płynących. Stenotermiczny, preferuje wody ciepłe. Typowy dla wód o niskiej lub średniej trofii.